# نترات المنغنيز الثنائي
نترات المنغينز الثنائي هو مركب كيميائي صيغته Mn(NO3)2، ويوجد في الشروط القياسية على شكل مسحوق أبيض (الشكل اللامائي)، حيث توجد منه أشكال مائية (هيدرات) أخرى، أشهرها رباعي الهيدرات وسداسي الهيدرات.

## التحضير
يحضر نترات المنغنيز الثنائي من تفاعل إذابة كربونات المنغنيز الثنائي MnCO3 في حمض النتريك الممدد:
{\displaystyle \mathrm {MnCO_{3}+2\ HNO_{3}\longrightarrow Mn(NO_{3})_{2}+H_{2}O+CO_{2}\uparrow } }
أو باستخدام أكسيد المنغنيز الثنائي MnO
{\displaystyle \mathrm {MnO+2\ HNO_{3}\longrightarrow Mn(NO_{3})_{2}+H_{2}O} }

## الخواص
يوجد المركب في الشروط القياسية على عدة أشكال مائية تختلف في عدد جزيئات ماء التبلور في البنية؛ بحيث يمكن أن يشكل أحادي أو رباعي أو سداس هيدرات. للمركب انحلالية جيدة جداً في الماء. يكون للمنغنيز حالة أكسدة في المركب مقدارها +2.
يؤدي تسخين المركب إلى إطلاق غاز ثنائي أكسيد النتروجين مع تشكل أكسيد المنغنيز الرباعي (ثنائي أكسيد المنغنيز):
{\displaystyle \mathrm {Mn(NO_{3})_{2}.6H_{2}O\longrightarrow MnNO_{2}+2NO_{2}+6H_{2}O} }

## الاستخدامات
يستخدم نترات المنغنيز الثنائي في تحضير مركبات المنغنيز الأخرى.